# 利民工业
山西利民工业有限责任公司，位于山西省晋中市太谷县阳邑乡，是中国兵器晋西工业集团下属企业，是中华人民共和国的重点保军企业之一。其前身为始建于1955年的国营利民机械厂（国营753厂）。
自建厂以来，公司获得全国科学大会奖5项，国家科技进步奖1项，部、省级科技进步奖11项。

## 历史沿革
- 1955年4月，国营利民机械厂选址筹备。
- 1956年3月，由国家投资3235万元，开始在太谷县建厂。
- 1958年10月，工厂完成设备安装工程。同年11月中旬，正式投产。曾在国内外首次研制成功大中口径、高膛压钢质元件。
- 1974年—1979年，国家投资1633.7万元，进行第一期扩建工程，建成焊接钢质元件生产线及其配套工程，开始大批量生产钢质元件。
- 改革开放后，工厂开发了灭火器、高频焊管、摩托车配件、钢木家具等民用产品。
- 2001年12月，工厂改制为山西利民机械有限责任公司，直属于中国兵器工业集团公司，定为“大型二类骨干企业”[2]。
- 2004年，改组为山西利民工业有限责任公司，改属于中国兵器晋西工业集团。

## 产品
- 汽车消声器
- 摩托车消声器
- 干粉灭火器
- 焊接钢质药筒